# Felipe González

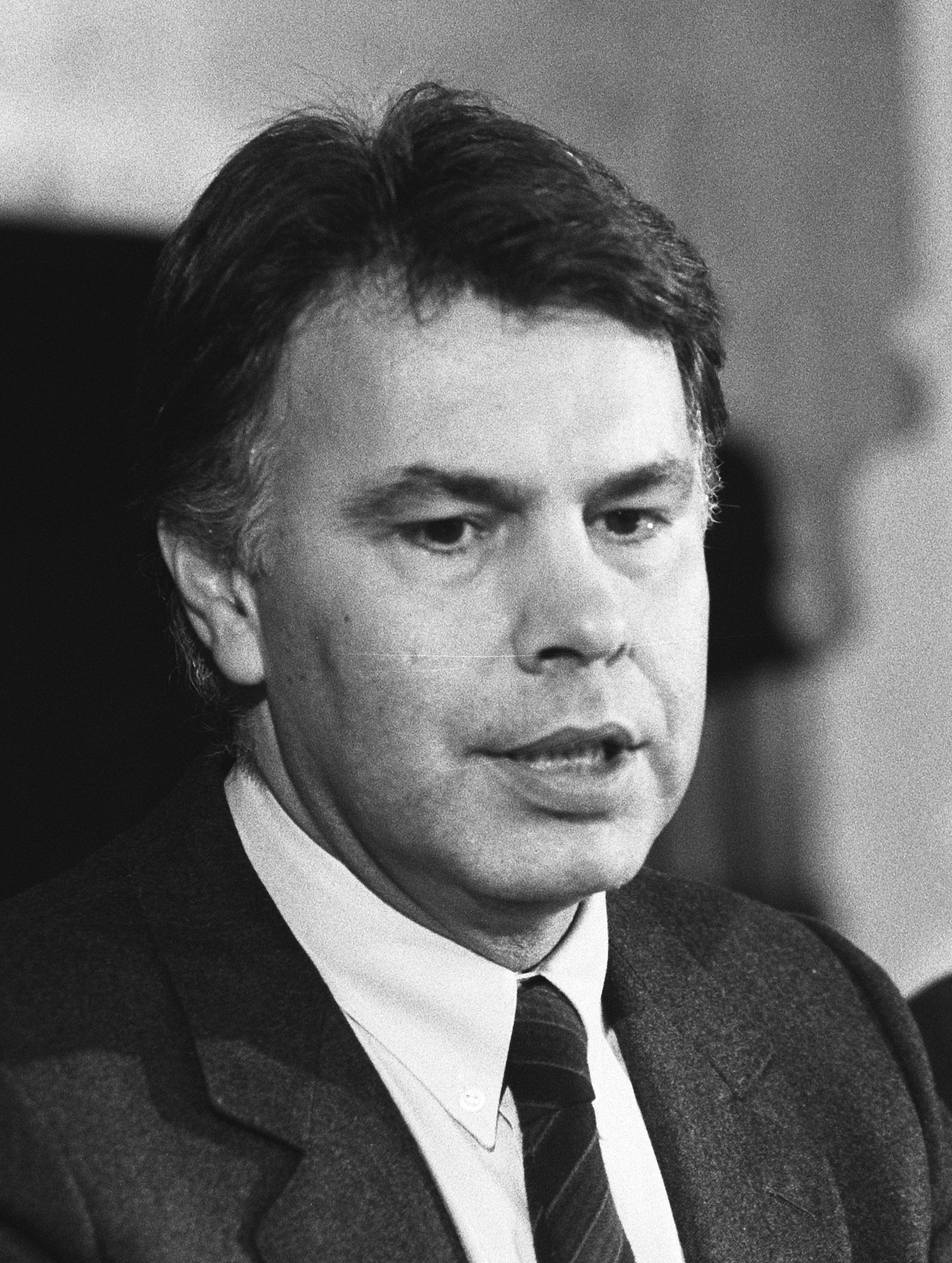
Felipe González Márquez, 1986

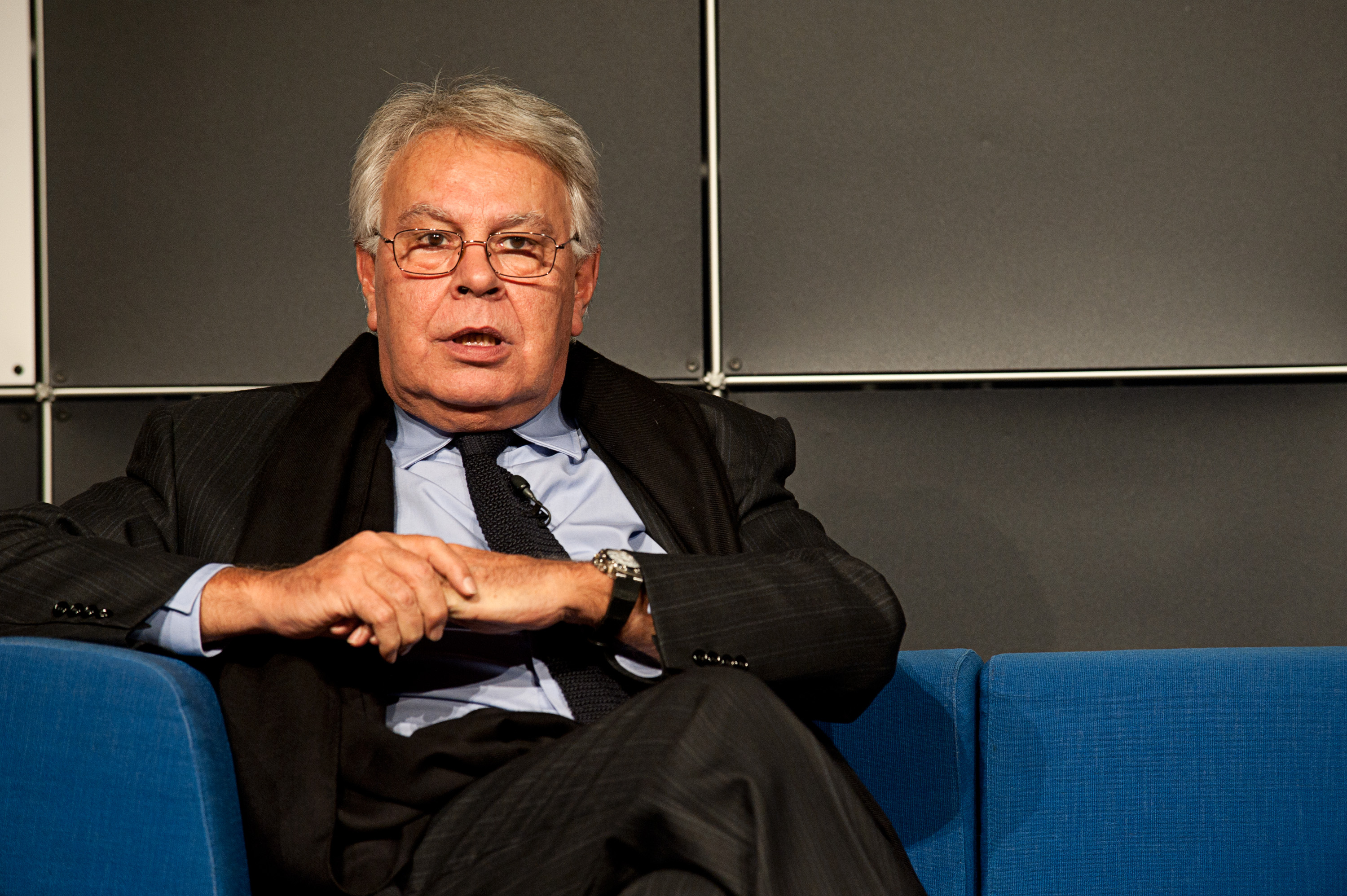
Felipe González Márquez, 2011

Felipe González Márquez [feˈlipe gonˈθaleθ] (* 5. März 1942 in Dos Hermanas, Provinz Sevilla) ist ein spanischer Politiker. Von Dezember 1982 bis Mai 1996 war er Ministerpräsident von Spanien und von 1974 bis 1997 Generalsekretär der Spanischen Sozialistischen Arbeiterpartei (PSOE).

## Biografie
Felipe González stammt aus einer Familie von Viehzüchtern, die 1932 aus der Gegend von Santander nach Andalusien gezogen waren. Er hatte drei  Geschwister.
Seit Beginn seiner Studienzeit an der Universität Sevilla war er Christdemokrat und Mitglied zweier progressiver römisch-katholischer Organisationen und  später der Jungsozialisten. An der der belgischen Université catholique de Louvain studierte er weiter. Der PSOE trat er 1964 unter dem Tarnnamen „Isidoro“ bei. Die PSOE war seit 1939 illegal. Von 1965 bis 1969 gehörte er dem PSOE-Komitee der Provinz Sevilla an. 1966 legte er die Abschlussprüfung der Rechtswissenschaft ab und vertrat nach der Eröffnung einer eigenen Anwaltskanzlei mit Spezialisierung in Arbeitsrecht danach vor allem Arbeiter in Gerichtsprozessen. In dieser Zeit lehrte er auch an der Universität Sevilla. 1969 heiratete er Carmen Romero, von der er sich im November 2008 trennte.
1969 wurde er Mitglied des Nationalen Komitees der PSOE, ab 1970 war er Mitglied der Exekutivkommission. Wegen der Teilnahme an Protestkundgebungen gegen den Diktator Franco wurden er und seine Mitstreiter Nicolás Redondo und Enrique Múgica 1971 inhaftiert.
Auf dem Kongress von Suresnes in Frankreich wurde González 1974 zum Generalsekretär der PSOE gewählt. Dies bedeutete den Sieg des jungen Reformflügels gegen die traditionsverpflichteten Parteiveteranen. In diesem Jahr schloss González eine langjährige enge Freundschaft mit Willy Brandt, der den Spanier förderte. Hans-Joachim Noack bezeichnete González als „politischen Ziehsohn“ Brandts, Walter Haubrich nannte die Beziehung ein „politisches Vater-Sohn-Verhältnis“; González hielt 1992 auch die emotionale Grabrede für Brandt. Auch die skandinavische Sozialdemokratie schätzte ihn sehr.
Nach dem Tode Francos 1975 mit der beginnenden Transición wurde González innerhalb der im Juni 1975 gegründeten „Plattform für die demokratische Konvergenz“ einer der Anführer der demokratischen Opposition, die im März 1976 der Übergangsregierung beitrat. Die PSOE wurde im Februar 1977 wieder zugelassen und nahm am 15. Juni an den ersten allgemeinen Wahlen der Nach-Franco-Ära teil. Dabei gewann die Partei 29,2 % der Stimmen und 118 Sitze, wodurch González Oppositionsführer im Parlament wurde.
González erreichte am außerordentlichen Parteitag 1979 die Umwandlung der marxistischen PSOE in eine moderne sozialistische Partei, die alle Gesellschaftsschichten ansprechen sollte. Im November 1978 wurde González Vizepräsident der Sozialistischen Internationale. Bei Neuwahlen am 1. März 1979 festigte die PSOE mit 30,5 % der Stimmen und 121 Parlamentssitzen seine Position, blieb aber Oppositionspartei. González trat auf dem Parteikongress am 17. Mai als Generalsekretär zurück, wurde auf einem einberufenen Sonderkongress mit 85,9 % der Delegiertenstimmen jedoch wieder ins Amt gewählt.

## Amtszeit als Regierungschef

### 1982 – Der Hoffnungsträger der jungen spanischen Demokratie
Bei den Wahlen vom 28. Oktober 1982, bei denen das regierende Parteienbündnis Unión de Centro Democrático mit nur 12 Sitzen kollabierte, gewann die PSOE 48,3 % der Wählerstimmen und 202 von 343 Parlamentsmandaten. Am 2. Dezember wurde González als Nachfolger von Leopoldo Calvo-Sotelo Ministerpräsident. Die neue Regierung weckte große Hoffnungen bei der spanischen Bevölkerung auf einen politischen Wandel. Unter seiner Regierung wurde die Schulpflicht für alle Spanier bis zum Alter von 16 Jahren verlängert und der Schulbesuch kostenlos gestaltet, die Universitätsausbildung gefördert, eine Reform der Sozialversicherung in die Wege geleitet und Schwangerschaftsabbrüche gegen den Widerstand der katholischen Kirche teilweise legalisiert.
González drängte auch auf eine Liberalisierung und Umstrukturierung der spanischen Wirtschaftsordnung. Am 23. Februar 1983 wurde ein Gesetz erlassen zur Verstaatlichung der Rumasa, eines kurz vor dem Konkurs stehenden Firmenkonglomerats, um die Spareinlagen von Anlegern und die Arbeitsplätze von 60.000 Beschäftigten zu sichern. Diese Entscheidung rief heftige Proteste hervor und führte zu Rechtsstreitigkeiten, die 1986 zu Gunsten der Regierung entschieden wurden.
Während González im Wahlkampf versprochen hatte, 800.000 neue Arbeitsplätzen zu schaffen, führte die Umstrukturierung der spanischen Stahlindustrie vor allem in der Provinz zu Entlassungen. Als die Regierung ähnliche Maßnahmen für überschuldete Hafenunternehmen anging, kam es zu einem Streik der Beschäftigten. Die Gewerkschaft Unión General de Trabajadores (UGT) rief für den 20. Juni 1985 zu einem landesweiten Generalstreik gegen die Sozialreformen auf. Noch im gleichen Jahr begann die Regierung mit einer teilweisen oder vollständigen Privatisierung von 200 Staatsunternehmen und mehreren hundert Tochterunternehmen.

### 1984 – Gründung der Grupos Antiterroristas de Liberación (GAL)
Laut CIA-Berichten hat 1984 "González […] der Gründung einer Söldnertruppe zur Terrorismusbekämpfung außerhalb der Gesetze zugestimmt."

### 1986 – EU-Beitritt und Referendum über den Verbleib in der NATO
Zum 1. Januar 1986 wurden Spanien und Portugal Mitglieder der Europäischen Gemeinschaft. Bei den Wahlen vom 22. Juni 1986 erhielt die PSOE 44,1 % der Wählerstimmen und 184 Abgeordnetensitze. Im gleichen Jahr unterstützte González bei einem Referendum den Verbleib seines Landes in der NATO, was eine deutliche Abkehr von den früheren Positionen seiner Partei bedeutete. Ein Generalstreik am 14. Dezember 1988 legte das Land lahm; Gewerkschaften und der linke Parteiflügel warfen ihm vor, nach rechts gerückt zu sein.
Ihm war die Verbesserung der spanischen Beziehungen in Lateinamerika ein wichtiges Anliegen. Von 1986 bis 1988 machte er Staatsbesuche in Ecuador, Peru, Kuba, Brasilien, Uruguay, Mexiko, Costa Rica und Argentinien. In Buenos Aires nahm er an der Amtseinführung von Raúl Alfonsín teil. Aus linker Perspektive war es ihm wichtig, Parteien wie die Frente Sandinista de Liberación Nacional in die Sozialistische Internationale zu integrieren. González unterstützte die Initiative der Contadora-Gruppe für Mittelamerika. Im Rahmen der UNO unterstützte er Friedenserhaltende Maßnahmen in Nicaragua und El Salvador. Wie es Spanien in der Transición gelungen war, wollte er auch Lateinamerika beim Übergang zur Demokratie unterstützen.
Im Dezember 1988 (im Vorfeld der Expo 92 in Sevilla) beschloss die Regierung, zwei neue Schnellfahrstrecken (Líneas de Alta Velocidad (LAV)) bauen zu lassen: die Schnellfahrstrecke Madrid–Sevilla (sie ging 1992 in Betrieb) und die Strecke Madrid-Barcelona-französische Grenze (ab 2013 in Betrieb). Man plante, bis Ende 2007 ein Schnellfahrnetz von 7.200 km Länge aufzubauen (tatsächlich waren es Ende 2012 2.446 km).
Nach dem Fall der Mauer (1989) war González einer der wenigen europäischen Regierungschefs, die vorbehaltlos die Deutsche Wiedervereinigung begrüßten.

### 1989 – Schlechte Wirtschaftslage und Korruption

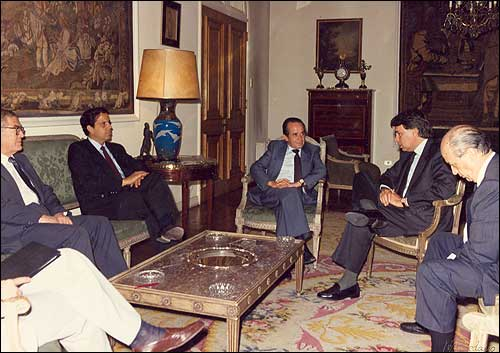
Felipe González zusammen mit dem christdemokratischen chilenischen Politiker Andrés Zaldívar

Am 29. Oktober 1989 erreichte die PSOE mit 39,6 % der Stimmen noch einmal die Mehrheit im Parlament. Bei den Wahlen vom 6. Juni 1993 gewann sie mit 38,8 % der Stimmen 159 Parlamentssitze und war nun auf die Unterstützung mehrerer Regionalparteien aus Katalonien und dem Baskenland angewiesen. Die wirtschaftlichen Probleme wurden immer deutlicher. Die spanische Peseta hatte in der Regierungszeit Gonzalez’ 1982–1996 weit über die Hälfte ihrer Kaufkraft und etwa 49 % ihres Wertes gegenüber der D-Mark verloren. Die Arbeitslosenquote von 25 % und mehrere Korruptionsskandale sowie Rechtsverstöße des Staates beim Kampf gegen die baskische ETA mit Hilfe der Geheimorganisation Grupos Antiterroristas de Liberación (GAL) mündeten schließlich in die Niederlage seiner Partei bei den Wahlen am 3. März 1996. José María Aznar von der Partido Popular wurde Ministerpräsident Spaniens. González trat 1997 vom Parteivorsitz zurück; seinen Parlamentssitz behielt er bis ins Jahr 2000.

### Nach 1996
Nach 1996 bekleidete Gónzalez kein politisches Amt mehr, meldete sich aber immer wieder mit Kommentaren zur innen- wie außenpolitischen Lage zu Wort. 2007 wurde er in den Rat der Weisen zur Zukunft Europas berufen, der ihn zu seinem Vorsitzenden machte. Von 1998 bis 1999 war er EU-Sonderbeauftragter für die Bundesrepublik Jugoslawien.
2016 war er maßgeblich am Sturz des PSOE-Vorsitzenden Pedro Sánchez durch den eigenen Parteivorstand beteiligt.

## Auszeichnungen
Felipe González erhielt im Jahr 1993 den Karlspreis der Stadt Aachen.
1996 erhielt González das Große Goldene Ehrenzeichen am Bande für Verdienste um die Republik Österreich.
Im Jahr 2000 ehrte ihn die Europäische Akademie von Yuste mit dem Europapreis Karl V.
Am 18. Juni 2011 wurde González der Point-Alpha-Preis verliehen, der seine Verdienste um die Einheit Deutschlands und Europas würdigt.

## Publikationen
- Un discurso ético. (Gemeinsam mit Víctor Márquez Reviriego, 1982)
- El Socialismo. (1997)
- El futuro no es lo que era. (Gemeinsam mit Juan Luis Cebrián, 2001)
- Memorias del futuro. (2003), ISBN 84-03-09367-5